# 田口良遠
田口 良遠（たぐち の よしとお）は、平安時代末期から鎌倉時代初期にかけての武将・豪族。桜庭良遠、能遠とも。

## 略歴
伊勢平氏の有力家人・田口成良の弟。伯父（または叔父）の桜間外記大夫・田口良連の養子となって阿波国国衙近辺の名西郡桜間郷（徳島県名西郡石井町桜間）を領し、桜間介良遠と称される。
田口一族は四国の有力豪族として四国に落ち延びた平家を支えていた。源義経が平家討伐のため少数の兵で阿波へ渡り、待ち構えていた養父・田口良連の軍勢を撃破して良連を捕縛した。
義経は敵兵の中から阿波住人の近藤七親家を捕らえて案内させ、平家が陣を構える屋島へ向かう道中、背後を衝かれないように勝浦郡にある田口良遠の城を攻撃し、良遠は城を捨てて逃亡した。
その後讃岐街道を破竹の勢いで進撃した義経は平家本陣へ奇襲をかけ、平家は屋島の戦いで致命的な敗北を喫する事になる。

## 良遠の逃亡
『平家物語』によれば、義経が阿波国勝浦浜に上陸すると40歳がらみの男が黒皮緘の鎧姿で現れたので、降人とさせて義経の許に引き連れその名を問うと、「当国の住人板西近藤六親家」と答え、また上陸地の名を「勝浦」と言った。義経は笑って、「（勝らとは、）世辞だな」と言うと、近藤親家は「かつらとは言い易くそう言うのですが、文字には勝浦と書くのです」。義経はそれを聞くと目出度いと喜び、そして更に「もしもこの辺りで平家に加勢するような者があるとすればそれは誰か」と問うと親家は「阿波民部重能の弟、桜庭介能遠（良遠）という者が居ります」と答えた。そこで義経は「それならば蹴散らして通ろう」と言って親家の手勢百騎ほどのうちより三十騎を選りすぐって自らの軍勢に加え、良遠の居城に押し寄せた。すると良遠の城は三方が沼で一方が堀であったので堀の側から攻め懸かりどっと鬨の声を上げた。良遠方の城兵は「ただ射取れや、射取れ」と距離を引き詰めて散々に矢を射掛けたが、義経の源氏勢はものともせずに堀を越え攻め込んだので、良遠は「叶わじ」と思い家の子郎党が防ぎ矢する間に屈強な馬に打ち乗って辛くも落ちのびて行ったという。